# Hilarographa caminodes
Hilarographa caminodes es una especie de polilla de la familia Tortricidae.
Fue descrita científicamente por Meyrick en 1905.